# 渡辺綱保
渡辺 綱保（わたなべ つなやす）は、江戸時代中期の尾張藩家老。渡辺半蔵家7代当主。

## 略歴
宝永7年（1710年）尾張藩家老、三河寺部領主・渡辺定綱の子として誕生した。
享保3年（1718年）兄・直綱の死去により家督を相続し、寺部領主となる。まだ幼く、先代・直綱の時と同様、自ら江戸に参府せず、使者を遣わして、8代将軍・徳川吉宗に銀馬代、時服を献上した。

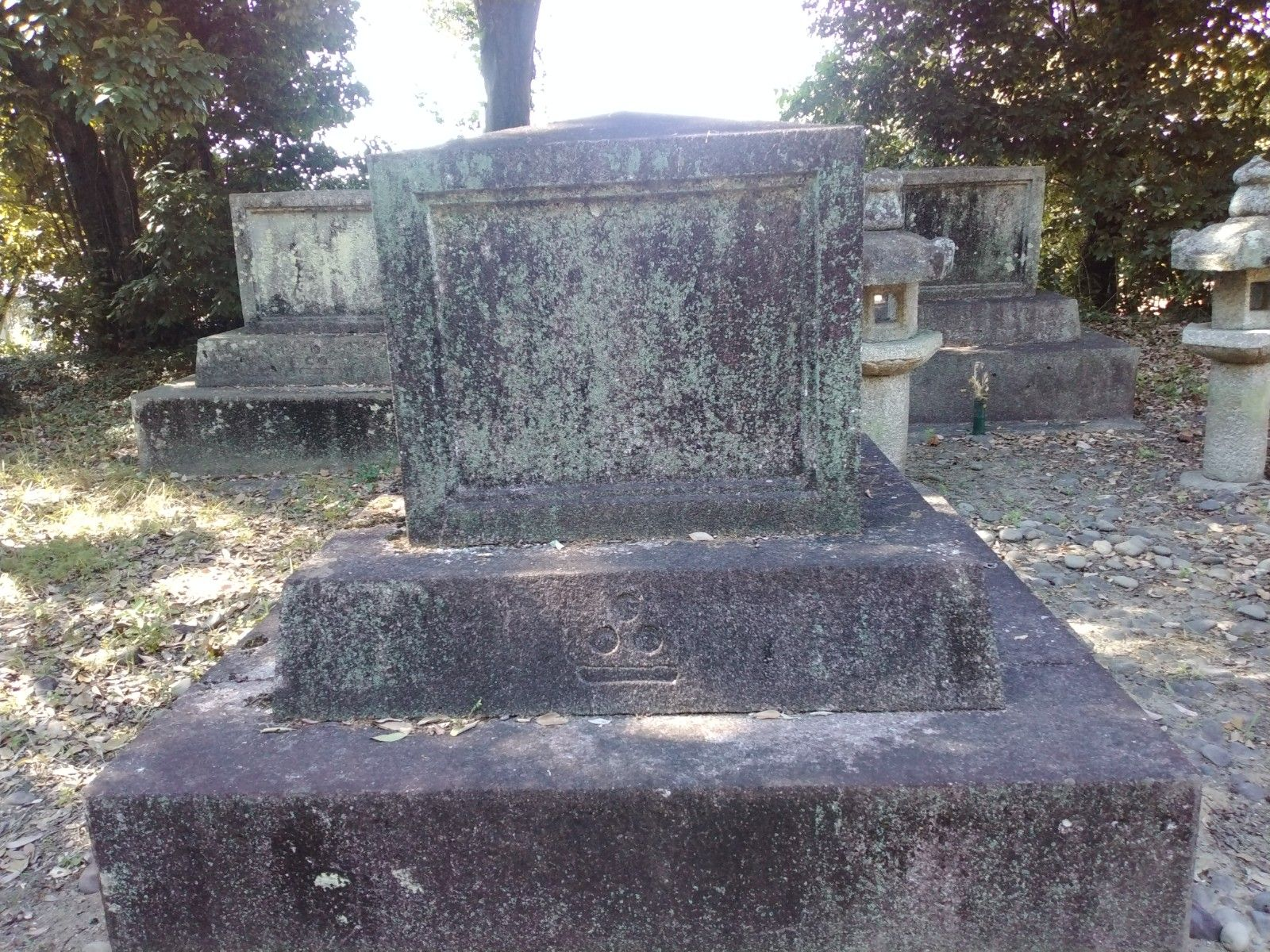
渡辺綱保の墓(豊田市守綱寺)

宝暦4年（1754年）7月27日死去。享年45。家督は嫡男の綱通が相続した。